# Let's Talk About Love (album de Modern Talking)
Pour les articles homonymes, voir Let's Talk About Love.
 (novembre 2009).
Si vous disposez d'ouvrages ou d'articles de référence ou si vous connaissez des sites web de qualité traitant du thème abordé ici, merci de compléter l'article en donnant les références utiles à sa vérifiabilité et en les liant à la section « Notes et références ».
Albums de Modern Talking
The 1st Album
(1985) Ready for Romance
(1986)
Singles
Let's Talk About Love est le second album du groupe allemand Modern Talking sorti le 14 octobre 1985. Il contient le tube Cheri Cheri Lady.
L'album est resté 44 semaines dans le Top 50 allemand, en montant jusqu'à la 2e place.

## Titres
1. Cheri Cheri Lady - 3:45
2. With a Little Love - 3:33
3. Wild Wild Water - 4:18
4. You're the Lady of my Heart - 3:19
5. Just Like an Angel - 3:14
6. Heaven Will Know - 4:02
7. Love Don't Live Here Anymore - 4:22
8. Why Did You Do It Just Tonight - 4:23
9. Don't Give Up - 3:19
10. Let's Talk About Love - 3:53